# Leo-Tolstoi-Straße 7 (Darmstadt)
Das Landhaus in der Leo-Tolstoi-Straße 7 ist ein Bauwerk in Darmstadt-Eberstadt. Das an englische Cottages erinnernde Bauwerk ist aus architektonischen und stadtgeschichtlichen Gründen ein Kulturdenkmal.

## Geschichte und Beschreibung
Die Villa wurde im Jahre 1905 nach Plänen des Architekten Georg Küchler erbaut.
Das zweigeschossige Klinkerhaus steht auf einem Sockel aus behauenem Sandstein.
Das Dach besitzt eine Biberschwanzdeckung.
Auffällig ist der zweigeschossige, runde Erker.
Bemerkenswert sind auch der holzverschindelte Giebel und die schmiedeeisernen Fenstergitter.
Das Eckgrundstück wird von einer mächtigen Bruchsteinmauer begrenzt.
Das historische Tor ist erhalten geblieben.